# Wasserturm Hahnerberg
Der Wasserturm Hahnerberg war ein Wasserturm im heutigen Wuppertaler Wohnquartier Hahnerberg, der der Trinkwasserversorgung von Elberfeld diente. Er befand sich in der Nähe der Straßengabelung Cronenberger Straße / Küllenhahner Straße auf den Wuppertaler Südhöhen.
Der schlanke, 38 m hohe Turm wurde 1890–1892 erbaut. Der aus roten Ziegeln gemauerte Turmschaft trug einen eisernen Behälter mit 120 m³ Fassungsvermögen. Er wurde über ein Pumpwerk am heutigen Klever Platz mit Elberfelder Wasser versorgt.
Der Wasserturm diente auch als Aussichtsturm: Für 10 Pfennig konnte man die 193 Stufen einer gusseisernen Treppe bis zu den Zinnen hinaufsteigen. Von dort aus hatte man einen Ausblick bis zum Rhein, zum Oberbergischen und bis zum Sauerland. Ab 1906 war ein Aufstieg nicht mehr möglich, weil die Turmwächter-Wohnung den gesundheitlichen Anforderungen nicht mehr entsprach und der Turm deshalb dauernd unbewacht war.
Der Turm stand 1920 im Zentrum einer Episode beim Arbeiteraufstand während des Kapp-Putsches, als ein auf ihm stationierter Maschinengewehrposten einen Zug von 1000 Arbeitern beschoss. Hierbei und bei der anschließenden Bergung von Verletzten kam es zu zahlreichen Toten.
Der inzwischen auch als Wasserspeicher stillgelegte Turm wurde am 4. Oktober 1939 wegen Baufälligkeit gesprengt. Der General-Anzeiger schrieb damals:

„Seine fortschreitende Baufälligkeit, die zuletzt die Sicherheit der Anwohner und Spaziergänger gefährdete, ließ seine Niederlegung ratsam erscheinen.“

Es heißt auch, dass der Turm in Wirklichkeit weichen musste, weil er eine gut erkennbare Landmarke für Luftangriffe gewesen wäre.
Vier Wochen vor dem Abriss hatte das NS-Regime mit dem Überfall auf Polen den Zweiten Weltkrieg begonnen.